# Max Fischer (Politiker, 1927)
Max Fischer (* 6. Mai 1927 in Altenmarkt bei Cham; † 11. Juli 2015) war ein deutscher Politiker (CSU) und war unter anderem als Landrat, Staatssekretär und ab Mitglied des Landtages in Bayern tätig. Besonders bekannt wurde Fischer durch sein Engagement für verbesserte Beziehungen Bayerns zur Tschechoslowakei in der Zeit des Kalten Krieges.

## Leben und Familie
Max Fischer wurde als Sohn der Landwirte Josef und Fanny Fischer geboren, war katholisch und studierte nach dem Abitur zuerst Volkswirtschaftslehre an der Philosophisch-theologischen Hochschule Regensburg und danach Rechts- und Staatswissenschaften in Heidelberg und München, wo er auch beide juristische Staatsexamen ablegte. Zusätzlich absolvierte er die Verwaltungsakademie in Speyer. Fischer promovierte zum Dr. jur. über das Thema Die Doppelstellung des bayerischen Landrats. Er arbeitete fünf Jahre lang bei der Bayerischen Versicherungsbank in München.
Er war Mitglied der katholischen Studentenverbindungen KDStV Rupertia Regensburg und KDStV Trifels München im Cartellverband und Mitglied der römisch-katholischen Kirche. Fischer war seit 1956 mit Hildegard Fischer, geborene Müßig, verheiratet, lebte in Altenmarkt und hatte zwei Kinder (Max-Peter und Michaela).
Max Fischer betrieb Sportfliegerei und absolvierte Höhen- und Dauerflüge mit Segel- und Motorflugzeug. 2009 verursachte er mit seinem Wagen einen tödlichen Straßenverkehrsunfall und erhielt wegen fahrlässiger Tötung einen Strafbefehl über 180 Tagessätze.

## Politik
Im Jahr 1945 trag Fischer der CSU bei. 1959 wurde er zum Landrat des Landkreises Cham gewählt und blieb bis 1972 in diesem Amt. Von 1959 bis 1987 war er Kreisvorsitzender der CSU in Cham, wo er auch Stadtrat und bis zum 30. April 2008 Kreisrat war.
Fischer engagierte sich persönlich stark für die Entspannung und Kontakte im bayerisch-tschechoslowakischen Grenzgebiet, was ihm den Beinamen Bayerns heimlicher Außenminister einbrachte. Er saß von 1964 bis 1978 der Arbeitsgemeinschaft Grenzland vor.
Bei der Landtagswahl 1962 wurde Fischer im Wahlkreis Oberpfalz erstmals in den bayerischen Landtag gewählt. Bei den darauffolgenden Wahlen wurde er über den Stimmkreis Cham wiedergewählt. Von 1970 bis 1977 war er der Vorsitzende des Ausschusses für Staatshaushalt und Finanzfragen. 1990 schied er aus dem Landtag aus.
Am 26. Mai 1977 wurde er im Kabinett Goppel IV im Zuge der Kabinettsumbildung Staatssekretär im Staatsministerium für Landesentwicklung und Umweltfragen und blieb in diesem Amt in den nachfolgenden Kabinetten Strauß I und Strauß II bis zum 29. Oktober 1986.

## Auszeichnungen
Im Jahr 1971 wurde ihm der Bayerische Verdienstorden verliehen. 1978 folgte das Große Verdienstkreuz der Bundesrepublik Deutschland, später das Große Verdienstkreuz mit Stern und Schulterband. 2008 erhielt er vom Verein Bavaria Bohemia die Auszeichnung Stavitel mostů (Brückenbauer) für sein Engagement in den deutsch-tschechischen Beziehungen.